# Anomala bivirgulata
Anomala bivirgulata är en skalbaggsart som beskrevs av Leon Fairmaire 1893. Anomala bivirgulata ingår i släktet Anomala och familjen Rutelidae. Inga underarter finns listade i Catalogue of Life.